# Han Malsook
Han Malsook es una escritora surcoreana.

## Biografía
Han Malsook nació el 27 de diciembre de 1931 en Seúl, Corea. Se graduó de Lingüística en la Universidad Nacional de Seúl y trabajó como asesora en el Departamento de Informes Públicos. También fue profesora en la Facultad de Música de la Universidad Nacional de Seúl. Su debut literario se produjo en 1956 con los relatos "La estación de la luz de estrellas" (Byeolbitsogui gyejeol) y "Precipicio de un mito" (Sinhwaui danae), que fueron publicados en la revista Hyundae Munhak en 1960 por recomendación de Kim Dong-ri. Han Malsook también fue miembro del comité coreano de la UNESCO.

## Obra
Con una imaginería vívida, un estilo de escritura lleno de inventiva y una percepción aguda, Han Malsook captura el interior alienado y multifacético de las personas, en particular, la psicología de la mujer contemporánea de posguerra. Su obra más destacada, "Precipicio de un mito" (1960), utiliza la perspectiva existencialista para mostrar la psicología dañada de una mujer que rechaza la moral convencional y la idea de futuro para llevar una existencia temporal definida solo por la búsqueda de placer y confort. Con esta historia que refleja la atmósfera de abandono y nihilismo propio de la posguerra, la autora consiguió un reconocimiento inmediato y formó parte de las discusiones en torno al existencialismo en la segunda mitad de 1950. Han Malsook exploró este punto de vista en "Una promesa con Dios" (Singwaui yaksok, 1968). La historia trata sobre una mujer que negocia con Dios la vida de su hija, pero se da cuenta después de la recuperación de su hija que no puede tener fe en Dios como lo había prometido. Para la protagonista, el objeto de su dedicación sigue siendo su hija, no Dios. Han Malsook también ha centrado su atención en una amplia variedad de temas, como se puede apreciar en "Una anciana y un gato", "La estación de las lluvias", "Rosa negra" (Geomeun jangmi) y "Distancia blanca". "Marcas" (Heunjeok), que habla del triunfo de la compasión y la confianza sobre el materialismo, fue premiada en 1963 con el Premio de Literatura Contemporánea. Por su parte, "Una promesa con Dios" ganó en 1968 el Premio Literario de Composición. Sus novelas incluyen La edad de exploración (Mosaek sidae, 1980) y Un precioso himno del espíritu (Areunmdaun yeongga, 1981).

## Obras en coreano (lista parcial)
Novelas
- La edad de la exploración (Mosaek sidae, 1980)
- Un precioso himno del espíritu (Areumdaun yeongga, 1981)

Relatos conocidos
- "Una muerte" (Eotteon jugeum)
- "Una anciana y un gato"
- "La estación de las lluvias"
- "Rosa negra" (Geomeun jangmi)
- "Una distancia blanca"
- "Marcas" (Heunjeok)

## Premios
- Premio de Literatura Contemporánea (Hyundae Munhak) (1963)
- Premio Literario de Composición (1968)